# Ermengarde de Bourgogne
Pour les articles homonymes, voir Ermengarde.
 (octobre 2020).
Ermengarde de Bourgogne, née v. 905 et morte v. 945, est la fille[réf. nécessaire] du duc de Bourgogne Richard le Justicier. Elle est la troisième duchesse de Bourgogne après sa mère et sa belle-sœur.

## Origines et ascendance
Ermengarde de Bourgogne appartient à la dynastie[réf. nécessaire] des Bivinides. Elle est la fille de Richard de Bourgogne (868-921), premier duc de Bourgogne et d'Adélaïde de Bourgogne (v.870-929), comtesse d'Auxerre. 
Elle a pour frères et sœur :
- Raoul (v.890-936), deuxième duc de Bourgogne puis roi des Francs ;
- Hugues (891-952), comte d'Outre Saône (Auxonne) (923-952), de Mâcon (927-952), marquis de Provence (936-952) et duc de Bourgogne (938-943) ;
- Boson (895-935), abbé laïc de Saint-Pierre de Moyenmoutier et de Saint-Mont de Remiremont ;
- Alix, mariée à Reinier (?-931), comte de Hainaut.

## Mariage et descendance
Ermengarde de Bourgogne, alors comtesse d'Autun (921-v.945), épouse en 928 Gilbert de Vergy († 956), alors comte de Chalon, de Beaune et de[réf. nécessaire] Dijon.
Ils ont deux enfants connus :
- Adélaïde ou Wéra de Chalon (~930/935[1]-~987[réf. nécessaire]), comtesse de Chalon et de Beaune, dame de Donzy. Elle épouse :

1. Avant 950, Robert Ier de Vermandois († après le 19 juin 966) comte de Meaux, fils de Héribert II comte de Vermandois et de sa femme Adela (capétien),
2. En 955 vers Pâques, Otton de Bourgogne (~945-22 ou 23 fév. 965), fils de Hugues le Grand et comte d'Auxerre à l'époque de son mariage ; il succède à Gilbert comme duc de Bourgogne en 960. En 958 Rodolphe de Dijon capture le château de Beaune, où le roi Lothaire a installé Otton en 956, et kidnappe Adelaïs ; mais Otton reconquiert le château aux calendes de mai. Bouchard affirme que le comte Rodolphe épouse Adelaïs mais n'en fournit pas la preuve ; cependant le Chronicon d'Odorannus de Sens suggère qu'Adelaïs a cocufié Otton avec Rodolphe (sans préciser si l'acte est volontaire ou forcé)[1] ;

- Liegearde, épouse :

1. En 955[réf. nécessaire], Lambert de Chalon († 22 fév. 979), comte de Chalon et d'Autun[1],
2. Le 2 ou 9 mars 979 (elle est sa deuxième femme) Geoffroy Ier Grisegonelle († 21 juill. 987), comte d'Anjou, fils de Foulques II comte d’Anjou et de sa première femme Gerberge (Gerberge de Maine ?)[1].

## Règne
Lorsqu'il accède au trône de Francie, en 923, le frère d'Ermengarde de Bourgogne, Raoul, préfère confier le duché de Bourgogne à son ancien lieutenant, Gilbert de Chalon, qui devient son beau-frère cinq ans plus tard, plutôt qu'à son propre frère cadet, Hugues.
Par son mariage avec Gilbert de Chalon, en 928, Ermengarde de Bourgogne devient, outre comtesse de Chalon, de Beaune et de Dijon, la troisième duchesse de Bourgogne. 
En 936, son frère Hugues et Hugues le Grand (898-856), alors comte de Paris, marquis de Neustrie, et duc des Francs, contestent tous deux la décision du roi Raoul et revendiquent le duché de Bourgogne.
En 938, un traité signé à Langres divise celui-ci en trois part égales respectivement attribuées à Gilbert de Chalon, Hugues de Bourgogne le Noir et Hugues le Grand. Chaque bénéficiaire prend alors le titre de duc de Bourgogne. 
Ermengarde de Bourgogne demeure duchesse mais règne de fait, avec son mari, sur un territoire réduit ; Hedwige de Saxe (922-965), fille d'Henri Ier l'Oiseleur, empereur d'Occident et femme d'Hugues le Grand, prend le titre ducal. Hugues le Noir n'étant pas marié, il n'y a donc que deux duchesses. 
Cette division prend fin en 943 par décision de Louis IV d'Outremer, roi des Francs, qui confie l'intégrale des droits sur le duché de Bourgogne à Hugues le Grand, et donne à Hugues le Noir et à Gilbert de Chalon le titre de comte principal de Bourgogne. Dès lors, ces derniers continuent de jouir de la part qui leur avait été attribuée mais deviennent des vassaux du duc.
Ermengarde de Bourgogne meurt vers 945.

## Titulature
Ermengarde de Bourgogne est titrée comtesse d'Autun (921-v.945) puis, après son mariage en 928, comtesse de Chalon, de Beaune et de Dijon (928-v.945), duchesse de Bourgogne (928-943). Après la perte du titre ducal en 943, comtesse principale de Bourgogne (943-v.945).